# 杨胜勇
杨胜勇，四川大学教授、博士生导师，中华人民共和国教育部长江学者特聘教授，从事药物设计新方法及小分子靶向药物发现研究。

## 荣誉
- 中国国家杰出青年科学基金获得者
- 中国国家自然科学二等奖（第一完成人）
- 中国教育部自然科学一等奖（第一完成人）
- 中国国家“百千万人才工程”国家级人选